# Renault R27
Renault R27 je Renaultov dirkalnik Formule 1, ki je bil v uporabi v sezoni 2006, ko sta z njim dirkala Heikki Kovalainen in Giancarlo Fisichella.

## Aerodinamika
R27 na zunaj močno spominja na svojega predhodnika Renault R26, je pa aerodinamika vseeno nekoliko spremenjena. Sprednje krilce je na primer povsem enako kot pri R26, ogledala pa so na dokaj neobičajnem mestu, na zunanji strani stranskega dela šasije, kar je imel že Ferrari 248 F1 v sezoni 2006. 
Čeprav je dirkalnik spreminjal na svojega uspešnega predhodnika, pa še zdaleč ni dosegal takih uspehov. Dirkača sta bila tudi po sekundo na krog počasnejša od vodilnih, dirkalnik pa je bil četrti po hitrosti, tudi za moštvom BMW Sauber. R27 ni dosegel zmage in le eno uvrstitev na stopničke. Moštvo je nekonkurenčnost dirkalnika opravičevalo z napačnimi podatki iz svojega vetrovnika.

## Menjalnik
Novi 7-stopenjski menjalnik Instantaneous GearChange (ICG) je Renaultov prvi poskus gladkega prestavljanja. Po začetnih težavah na dirki za Veliko nagrado Bahrajna, se je izkazal za zanesljivega, tako da so bile očitno napake odpravljene. 

## Dirkaška zgodovina
Najboljšo uvrstitev je dosegel Kovalainen z drugim mestom na dežni dirki za Veliko nagrado Japonske. Po izključitvi McLarna iz konstruktorskega prvenstva je Renault osvojil tretje mesto z 51-imi točkami.

## Popolni rezultati Formule 1
(legenda) 
| Leto | Moštvo  | Motor      | Gume | Dirkača              | 1   | 2   | 3   | 4   | 5   | 6   | 7   | 8   | 9  | 10 | 11  | 12  | 13  | 14  | 15  | 16  | 17  | Toč | Prv |
| ---- | ------- | ---------- | ---- | -------------------- | --- | --- | --- | --- | --- | --- | --- | --- | -- | -- | --- | --- | --- | --- | --- | --- | --- | --- | --- |
| 2007 | Renault | Renault V8 | B    |                      | AVS | MAL | BAH | ŠPA | MON | KAN | ZDA | FRA | VB | EU | MAD | TUR | ITA | BEL | JAP | KIT | BRA | 51  | 3.  |
| 2007 | Renault | Renault V8 | B    | Giancarlo Fisichella | 5   | 6   | 8   | 9   | 4   | DSQ | 9   | 6   | 8  | 10 | 12  | 9   | 12  | Ret | 5   | 11  | Ret | 51  | 3.  |
| 2007 | Renault | Renault V8 | B    | Heikki Kovalainen    | 10  | 8   | 9   | 6   | 13  | 4   | 5   | 15  | 7  | 8  | 8   | 6   | 7   | 8   | 2   | 9   | Ret | 51  | 3.  |